# آلبرتو بوچیکاردی
آلبرتو بوچیکاردی (اسپانیایی: Alberto Buccicardi‎; ۱۱ مهٔ ۱۹۱۴ – ۸ دسامبر ۱۹۷۰) بازیکن و مربی فوتبال اهل شیلی بود.
از باشگاه‌هایی که در آن بازی کرده‌است می‌توان به باشگاه فوتبال یونیورسیداد کاتولیکا اشاره کرد.